# Vale tanglibel
De vale tanglibel (Onychogomphus lefebvrii) is een echte libel uit de familie van de rombouten (Gomphidae).
De vale tanglibel staat op de Rode Lijst van de IUCN als niet bedreigd, beoordelingsjaar 2009. De soort komt voor van het zuidoosten van Turkije tot Afghanistan en Israël.
De wetenschappelijke naam van de soort werd in 1842 als Gomphus lefebvrii gepubliceerd door Jules Pierre Rambur. De Nederlandstalige naam is ontleend aan Libellen van Europa.